# Eddy Beugels
Eddy Beugels (ur. 19 marca 1944 w Schinnen, zm. 12 stycznia 2018) – holenderski kolarz szosowy, srebrny medalista mistrzostw świata.

## Kariera
Największy sukces w karierze Eddy Beugels osiągnął w 1966 roku, kiedy wspólnie z Harrym Steevensem, Tiemenem Groenem i Marinusem Wagtmansem zdobył srebrny medal w drużynowej jeździe na czas na mistrzostwach świata w Nürburgu. Był to jednak jedyny medal wywalczony przez niego na międzynarodowej imprezie tej rangi. Podczas rozgrywanych rok wcześniej mistrzostw świata w San Sebastián wraz z kolegami był czwarty w tej samej konkurencji oraz zajął piętnaste miejsce w wyścigu ze startu wspólnego amatorów. Ponadto wygrał między innymi Ronde van Noord-Holland w 1966 roku, Grand Prix de Belgique w 1967 roku oraz Tour de Wallonie i Eschborn-Frankfurt City Loop rok później. Nigdy nie wystąpił na igrzyskach olimpijskich. Trzykrotnie startował w Tour de France, najlepszy wynik osiągając w 1968 roku, kiedy zajął 55. miejsce w klasyfikacji generalnej. Jako zawodowiec startował w latach 1967-1970.